# Antònia Gili i Güell
Antònia Gili i Güell (Vilafranca del Penedès, Alt Penedès, 12 de maig de 1856 – Barcelona, Barcelonès, 17 de novembre de 1909) fou una poetessa catalana.
Cursà els estudis de magisteri, tot i que no arribà a exercir, a causa d'una malaltia crònica que va patir fins a la seva mort. En la forçosa reclusió de la seva llar trobà la dolça compensació en el cultiu de la literatura, en què produí obres molt inspirades, especialment en el gènere poètic líric religiós.
Col·laborà en la revista La Veu del Montserrat, de Vic, la revista Popular; el Almanaque de los Amigos del Papa, el de les conferències de Sant Vicenç de Paül, de Barcelona, i en la Corona poètica, oferta el 1894 a Nostra Senyora de Ripoll. En els Jocs Florals de la Joventut Catòlica de Barcelona, de l'Acadèmia Bibliogràfica de Lleida, en els del Congrés Eucarístic de València i en els de Manresa, Blanes i Sabadell aconseguí els primers premis per a poesies d'esmerçat tall clàssic i castís llenguatge.
Se li deuen:
- La mare dels Macabeus, (Barcelona, 1899)
- Lo Beat Joseph Oriol, miracler de Barcelona, (Barcelona, 1899)
- Maria, corona poètica, en llohansa de la Verge, (Barcelona, 1911).
- L'anell d'esmeragdes, (Barcelona, 1894)

Va viure i morir a la casa del carrer Petritxol número 2 de Barcelona, on una inscripció sobre la porta la recorda.